# Vaarwater langs Hoofdplaat
Het Vaarwater langs Hoofdplaat is een betonde vaargeul in de Westerschelde in de Nederlandse provincie Zeeland, ten zuiden van Walcheren en ten noorden van Zeeuws-Vlaanderen. De geul is ongeveer 6,1 zeemijl (11 km) lang en loopt in het zuiden van de Westerschelde. De locatie van de geul is aan de oostkant bij Hoofdplaat een voortzetting van het Vaarwater langs Paulinapolder. Aan de westkant sluit het vaarwater, ten zuiden van Vlissingen, aan op de betonde vaargeulen Westerschelde, Wielingen, Schaar van Spijkerplaat en Sardijngeul.
Het water is zeewater en heeft een getij. De waterdiepte gaat van −33,3 tot −3,9 meter t.o.v. NAP. Ten noorden van het Vaarwater langs Hoofdplaat liggen droogvallende slik- en zandplaten: de Hooge Platen.
Dit vaarwater is te gebruiken voor schepen tot en met CEMT-klasse VIb.
Het Vaarwater langs Hoofdplaat valt binnen het Natura 2000-gebied Westerschelde & Saeftinghe.